# ロドストレプトマイシン

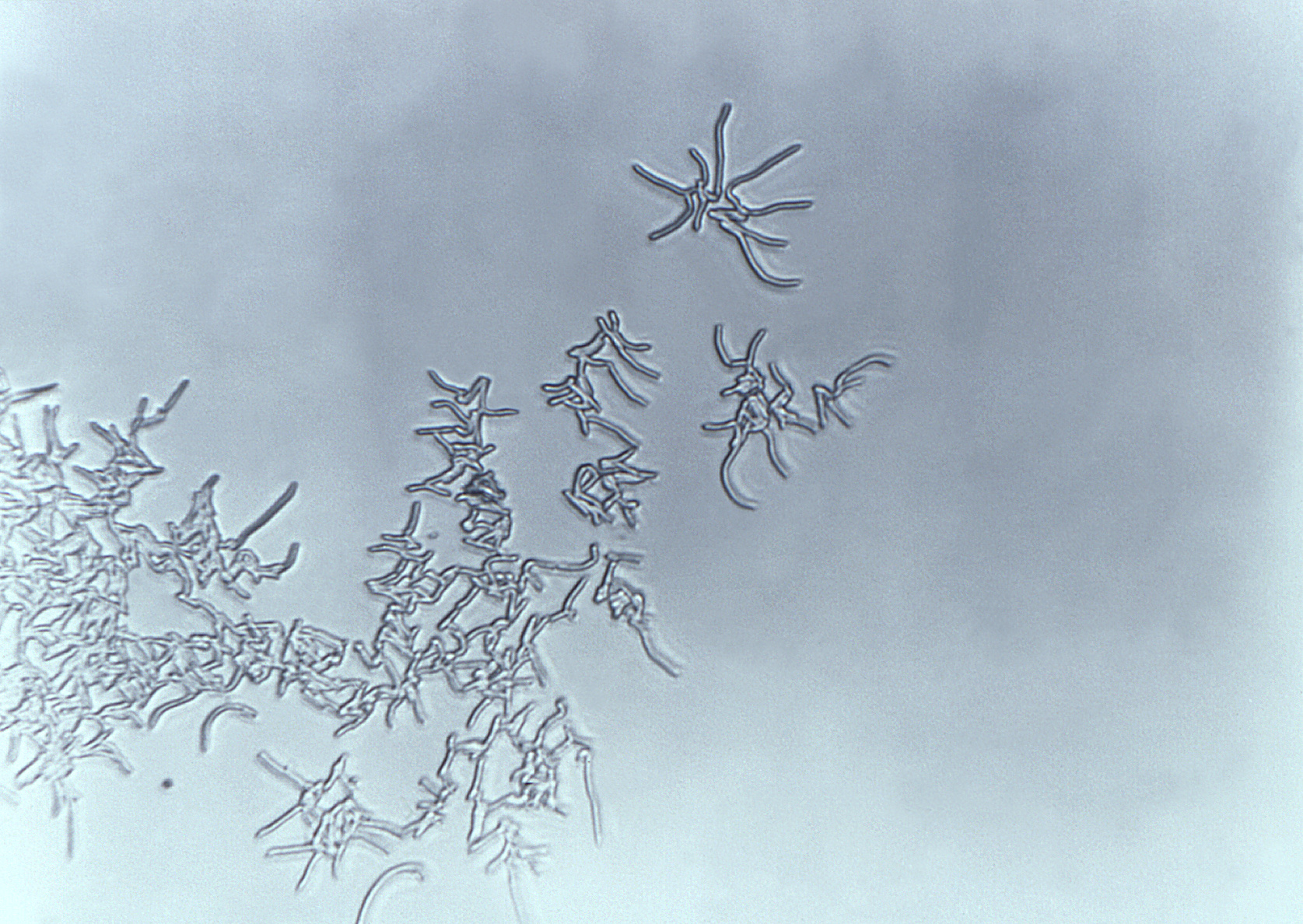
寒天培地上のロドコッカス属細菌

ロドストレプトマイシン(Rhodostreptomycin) は、ストレプトマイセス・パダヌスから遺伝子の水平伝播を受けたロドコッカス・ファシアンスによって生合成された、新しい構造を持つアミノグリコシド系抗生物質である。ロドストレプトマイシンは、米国のマサチューセッツ工科大学生物学部アンソニー・シンスキー研究室のクロサワ・カズヒコらによって2008年に発見、構造の同定がなされた。

## 発見の経緯
ロドコッカス・ファシアンス(Rhodococcus fascians)は、以前はコリネバクテリウム・ファシアンスと呼ばれたグラム陽性菌の一種で、通常は抗生物質を生産しないことが知られている。一方、ストレプトマイセス・パダヌス(Streptomyces padanus)はグラム陽性菌の一種で、ポリペプチド系抗生物質のアクチノマイシンを生産することが知られている。クロサワらがこれら2種類の細菌を共培養すると、ほとんどのケースではストレプトマイセスが生産する抗生物質によってロドコッカスは死滅したが、逆にストレプトマイセスが死滅してロドコッカスだけが生き残ったケースが一つだけあった。生き残ったロドコッカスを調べると、2種類の抗生物質を生産していることが分かった。それらは、ストレプトマイセスが生産するアクチノマイシンとは構造が著しく異なる、これまでに知られていない環構造を持つ独特のアミノ糖で構成されたアミノグリコシド系抗生物質の2つの立体異性体であることがわかり、ロドストレプトマイシンAおよび同Bと名付けられた。
ロドストレプトマイシンは、幅広いグラム陰性菌及びグラム陽性菌に対して抗菌活性を持つが、特に胃のような強酸性の環境中でも慢性胃炎や胃癌などの原因菌となりうるとされるヘリコバクター・ピロリ(Helicobacter pylori)に対して抗菌活性を有することが分かっている。

## 遺伝子の水平伝播

染色体DNA（図の1）以外に複数のプラスミド（図の2）を持つ細菌の概念図

ロドストレプトマイシンを生産したロドコッカスのゲノム解析を行うと、ストレプトマイセス由来の巨大なプラスミド（DNA断片）を持っていた。このことから、ストレプトマイセスから抗生物質の生合成に関連する遺伝子が水平伝播することによって、もともと抗生物質を生産しなかったロドコッカスが抗生物質の生産能を持ち、ロドコッカスがもともと持っていた遺伝子の働きも加わって、ストレプトマイセスが生産しない抗生物質であるロドストレプトマイシンを生産するようになったものと推測される。遺伝子の水平伝播によって抗生物質の生産能がストレプトマイセスからロドコッカスに伝播したメカニズムの詳細はまだ明らかになっていない。